# 로버트 에드슨

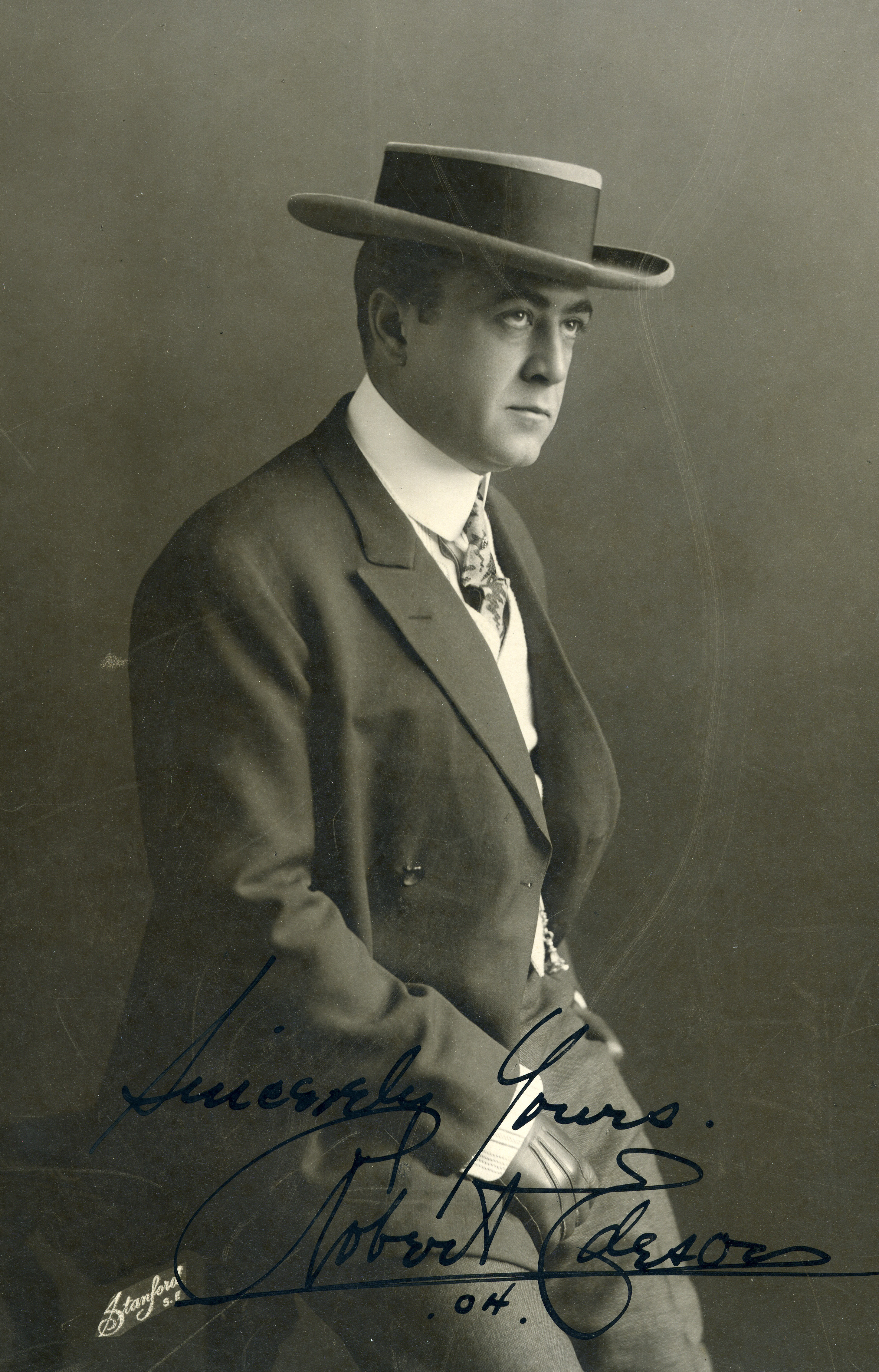

로버트 에드슨(Robert Edeson, 1868년 6월 3일 ~ 1931년 3월 24일)은 미국의 배우, 연극 배우, 영화배우이다.
뉴올리언스에서 태어났으며 할리우드에서 사망하였다. 할리우드 포에버 공동묘지에 매장되었다.

## 영화
- 마리앤 (1929년)
- 나이트 브라이드 (1927년)
- 왕중왕 (1927년)
- 더 블루 이글 (1926년)
- 십계 (1923년)
- 어리석은 아낙네들 (1922년)